# Karabin maszynowy MG08
Maschinengewehr 08 (MG08) (Maxim MG08, Spandau MG08, DWM MG08, sMG08) – niemiecki ciężki karabin maszynowy, znany w Polsce jako Maxim wz. 08. Jedna z głównych wersji karabinu maszynowego konstrukcji Hirama Maxima.

## Historia konstrukcji
Hiram Stevens Maxim skonstruował swój pierwszy karabin maszynowy w 1883 roku. W następnych latach starał się zainteresować swoim wynalazkiem wojskowych. W 1888 roku prezentował swoją broń w stolicy Austro-Węgier Wiedniu, a następnie w Niemczech. W trakcie pobytu w Niemczech doszło do prób poligonowych, w czasie których porównywano km Maxima z kartaczownicami Gatlinga, Nordenfelta i Gardnera. Wyniki prób były jednoznaczne: Hiram Maxim obsługujący swój karabin maszynowy w pojedynkę wystrzelił 333 pociski w czasie poniżej 30 sekund, czteroosobowa obsługa kartaczownicy potrzebowała na to ponad minuty.
Jednak wojskowi niemieccy, podobnie jak w innych krajach, pozostawali sceptyczni. Wielkim entuzjastą nowej broni był za to cesarz Niemiec Wilhelm II, osobiście oglądający wyniki testów. Pomimo to, dopiero w 1894 karabiny maszynowe Maxim model 1894 zaczęły wchodzić na uzbrojenie oddziałów desantowych niemieckiej marynarki wojennej, a armia zdecydowała o wprowadzeniu karabinów maszynowych jeszcze później. W 1901 roku rozpoczęła się licencyjna produkcja pierwszego modelu ckmu Maxima MG01 w zakładach DWM, ale był on zbyt ciężką bronią (masa z podstawą 63,5 kg). Popularność zdobył dopiero produkowany od 1908 roku „odchudzony” model MG08 (masa 55,9 kg). Karabin maszynowy MG08 był produkowany w rządowych zakładach Królewskiej Fabryce Karabinów w Spandau i prywatnej Deutsche Waffen- und Munitionsfabriken (DWM) w Berlinie (większość była produkowana przez zakłady w Spandau, stąd broń ta nazywana była także potocznie wśród żołnierzy ententy „Spandau”). Niemiecka armia używała tego karabinu na czworonożnej podstawie saneczkowej, ale istniała też wersja eksportowa na trójnożnej podstawie skonstruowana w DWM.

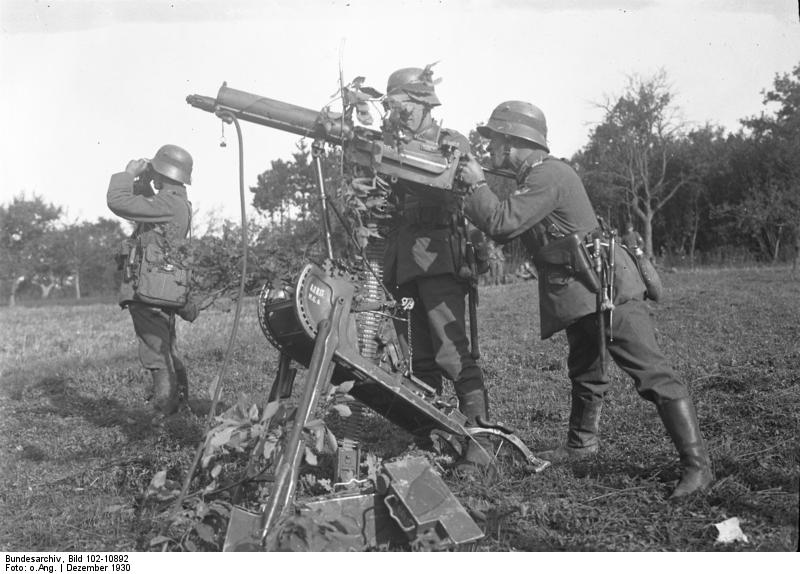
Żołnierze armii niemieckiej z MG08 na podstawie przeciwlotniczej

W czasie I wojny światowej MG08 był podstawowym ciężkim karabinem maszynowym armii niemieckiej. W momencie wybuchu wojny miała ona na uzbrojeniu około 12 000 tych ckm-ów, ale ich liczba wzrastała w ciągu wojny. W 1915 roku opierając się na konstrukcji MG08 skonstruowano lekki karabin maszynowy MG 08/15.
W 1915 także powstała modyfikacja MG08 jako lotniczego karabinu maszynowego chłodzonego powietrzem lMG08 (początkowe „L” pisane małą literą, od luftgekühlt – chłodzony powietrzem). Przede wszystkim używana była w wariancie stałego zsynchronizowanego karabinu maszynowego na niemieckich samolotach I połowy I wojny światowej, rzadziej w wersji ruchomej, z kolbą i chwytem pistoletowym. Wyróżniała się perforowaną osłoną lufy. Od 1917 broń ta została zastąpiona przez LMG08/15 – lotniczą wersję lkm MG08/15. Rozwinięciem konstrukcji MG08 był też lżejszy karabin maszynowy Parabellum MG13 zakładów DWM i jego późniejsza chłodzona powietrzem wersja lotnicza LMG14.
Po wojnie MG08 nadal znajdował się na uzbrojeniu Reichswehry. Ponieważ była ona mniejsza niż armia przedwojenna, nowych karabinów MG08 nie produkowano. Wprowadzano tylko drobne zmiany w eksploatowanych już ckm-ach (np. na podstawie donośnika zamocowano stelaż Patronentrommel 16 czyli zasobnika na 100 nabojową taśmę). W 1924 roku zmieniono też oficjalną nazwę broni na sMG08 (schwere Maschinengewehr 08).
W 1934 roku do uzbrojenia armii niemieckiej wprowadzono nowy uniwersalny karabin maszynowy MG34. Spowodowało to stopniowe przenoszenie ckm-ów MG08 do jednostek drugoliniowych. Ostatnią dużą modernizacją było przystosowanie w 1936 ckm-u sMG08 do zasilania metalową taśmą Gurt 34 (z ukm-u MG34).
W 1942 roku ostatnie sMG08 wycofano z jednostek frontowych, ale w jednostkach pomocniczych czy fortecznych były używane do końca wojny.

### Maxim wz. 08

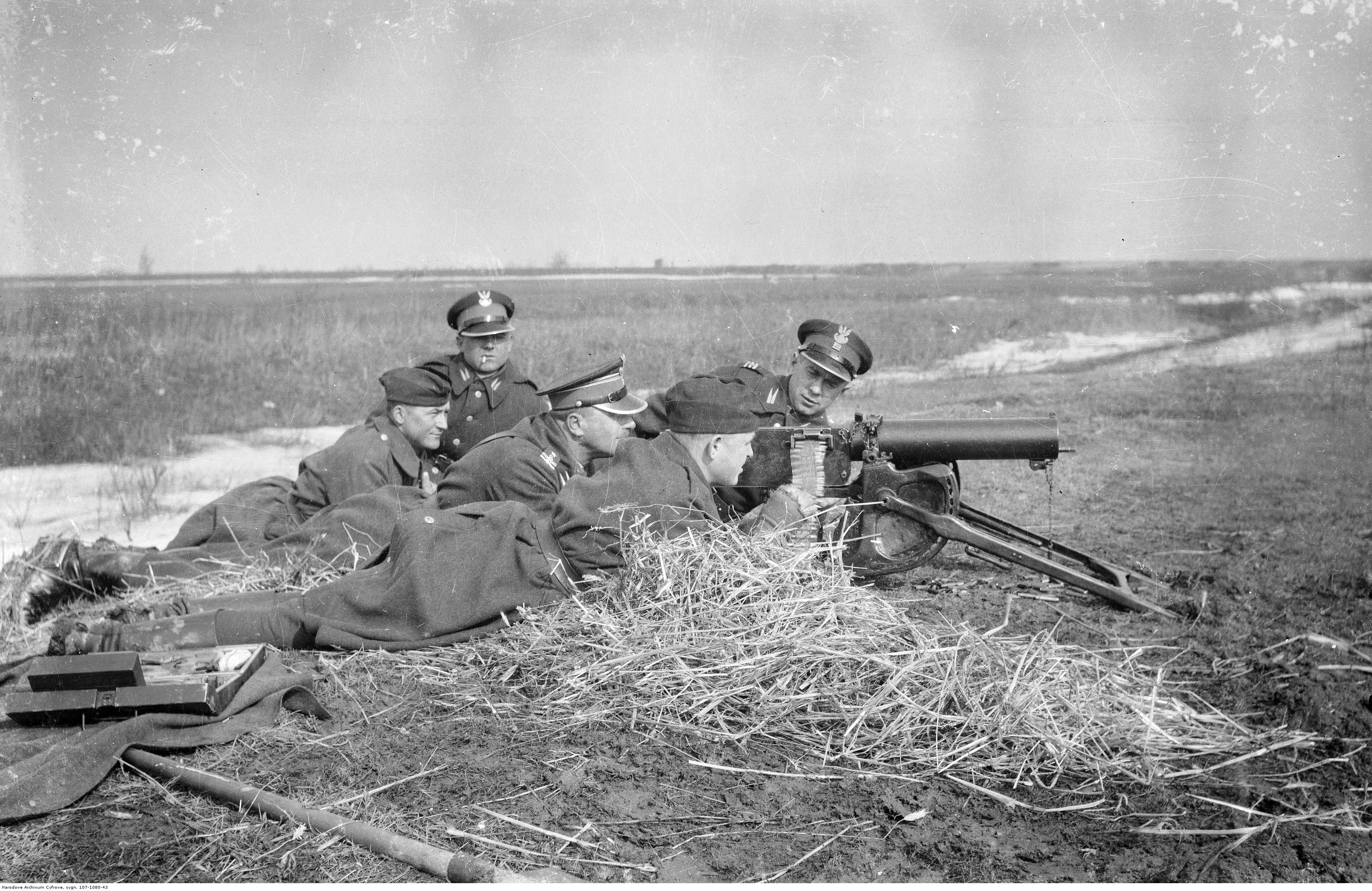
Szwoleżerowie z ckm Maxim MG08 na stanowisku strzeleckim

W okresie międzywojennym ciężkie karabiny maszynowe MG08 były używane przez Wojsko Polskie jako ckm Maxim wz. 08. Był on podstawowym typem ciężkiego karabinu maszynowego używanym w Wojsku Polskim po odzyskaniu niepodległości i w latach 20. W 1936 Polska posiadała ich 5964 szt., a w 1939 jeszcze 4500.
Używane przez Wojsko Polskie ckm-y Maxim wz. 08 pochodziły z kilku źródeł. Pierwszym były arsenały armii niemieckiej znajdujące się na terenie Polski. Później na uzbrojeniu znalazły się Maximy wz. 08 zdobyte podczas powstania wielkopolskiego. Trzecim źródłem była Francja, w której zakupiono duże ilości poniemieckiej broni zebranej z pobojowisk I wojny światowej. Stan pozyskanych karabinów maszynowych był na ogół nie najlepszy i często wymagały one remontu. Ponieważ na terenie Rzeczypospolitej nie znajdował się żaden zakład produkujący karabiny maszynowe Maxima, części do napraw pozyskiwano metodą kanibalizacji egzemplarzy znajdujących się w najgorszym stanie technicznym. Zamki ckm-ów Maxim wz. 08 były wykorzystywane także do przebudowy rosyjskich ckm-ów Maxim wz. 1910 do wersji Maxim wz. 1910/28.
Karabiny maszynowe Maxim wz. 08 znajdowały się na uzbrojeniu zarówno piechoty jak i kawalerii. Ponieważ używane przez kawalerię siodło juczne przeznaczone do transportu karabinu maszynowego było wzorowane na siodle używanym przez austro-węgierską kawalerię i nie mogło pomieścić saneczkowej podstawy ckm-u wz. 08, karabiny maszynowe używane przez jazdę były osadzane na specjalnie przystosowanej podstawie austro-węgierskiego ckm-u Schwarzlose MG M.07/12 (według stanu z 1 lipca 1938 roku Wojsko Polskie posiadało 587 takich zmodyfikowanych podstaw). Część karabinów maszynowych Maxim wz. 08 była osadzona na polskiej podstawie trójnożnej produkowanej przez firmę Borek.
Na początku lat 30. rozpoczęto wycofywanie ckm wz. 08 z czynnych dywizji piechoty, zastępując je ckm wz. 30, a na przełomie 1938/39 wycofano je z brygad kawalerii. Podczas kampanii wrześniowej ckm Maxim używane były przez jednostki rezerwowe oraz obrony przeciwlotniczej, jako uzbrojenie polskich pociągów pancernych, a także jako wyposażenie okrętów MW.

## Wersje MG08

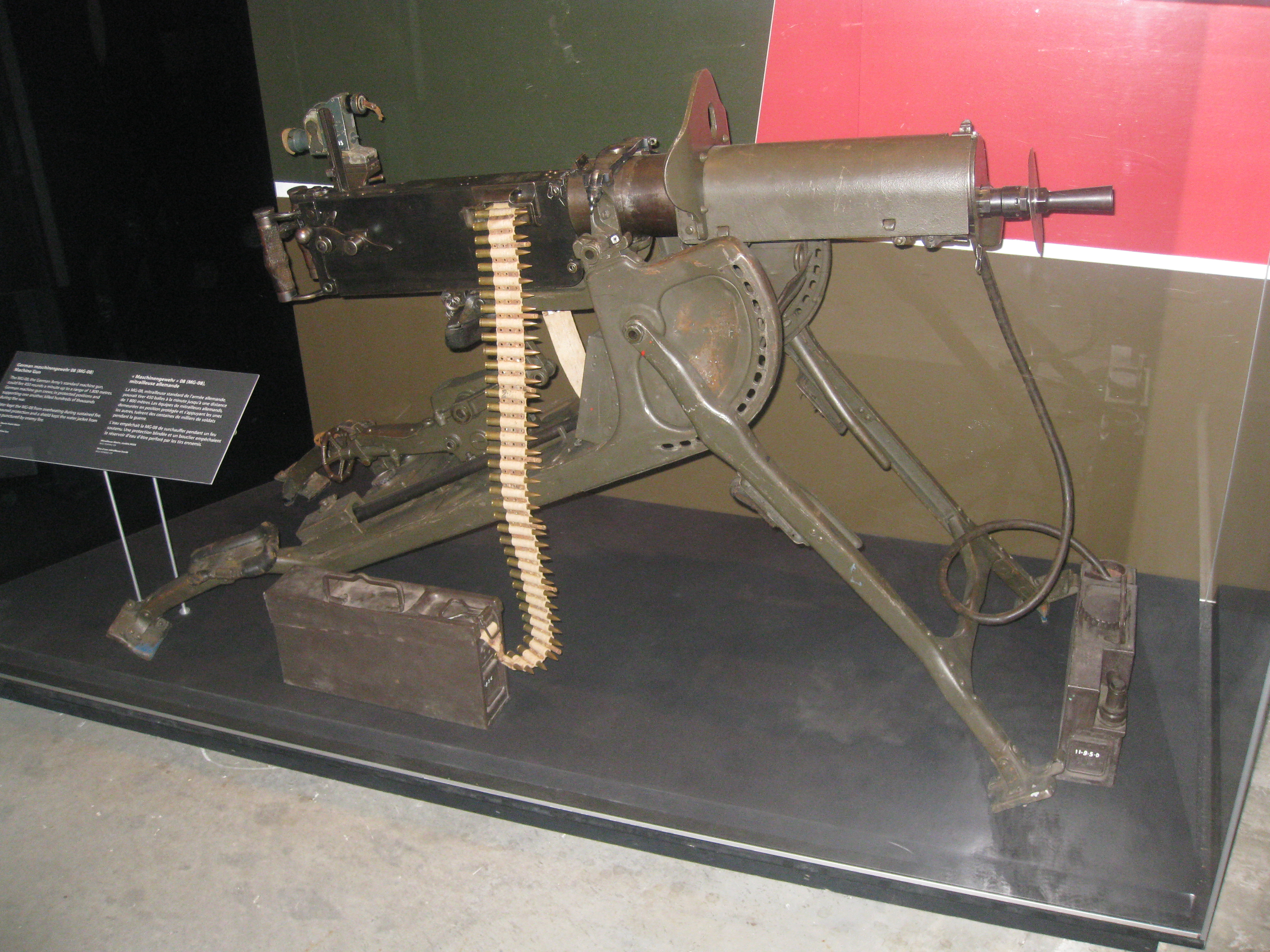
MG08 z dodatkową osłoną lufy

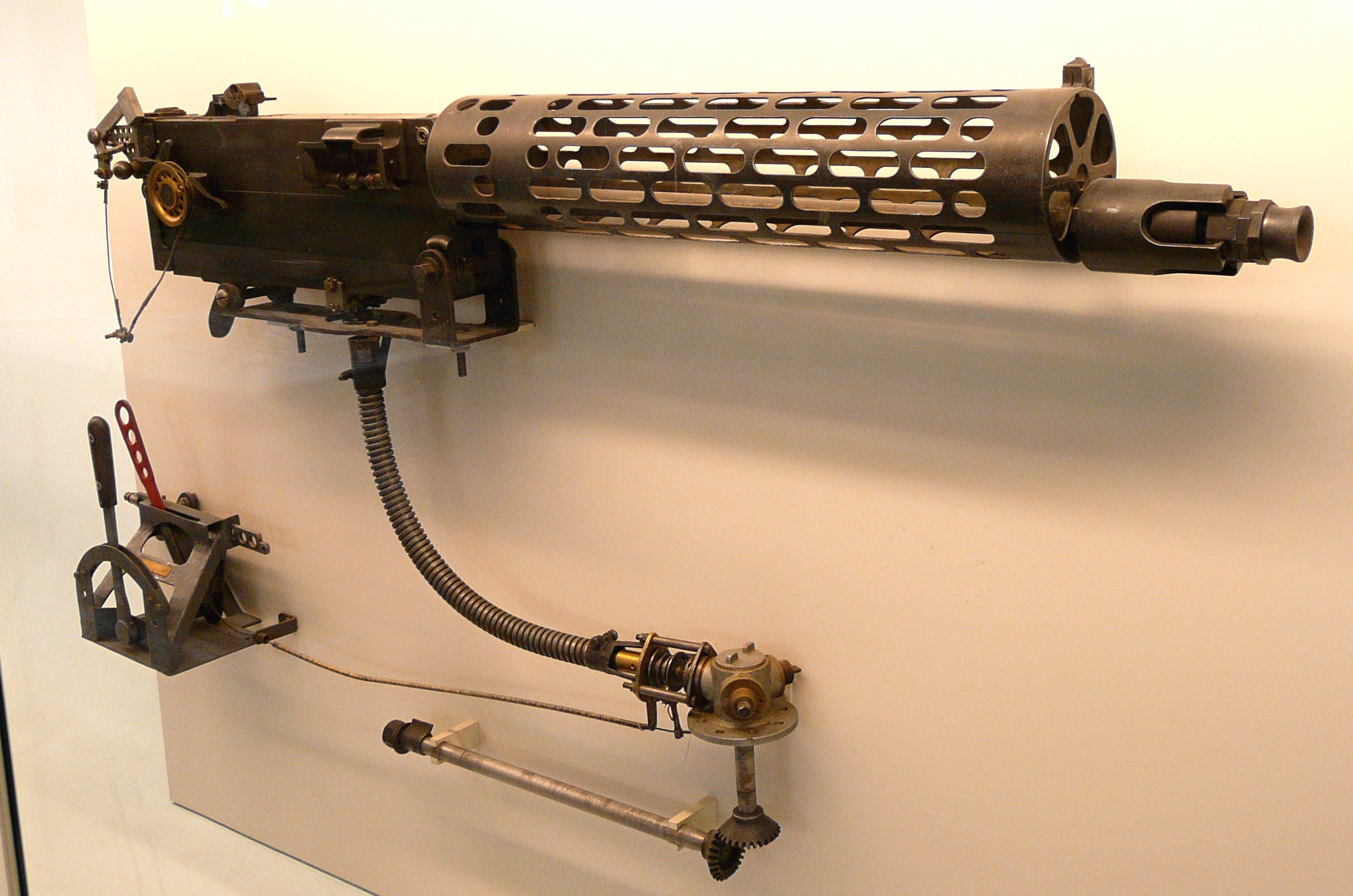
Wersja lotnicza lMG08

- MG08 – wersja dla armii niemieckiej na podstawie saneczkowej. Produkowana przez Królewską Fabrykę Karabinów w Spandau, a podczas pierwszej wojny światowej także przez DWM w Berlinie.
- DWM MG08 – eksportowa wersja na skonstruowanej w DWM podstawie trójnożnej.
- lMG08 – lotniczy karabin maszynowy chłodzony powietrzem (mała litera „L” od luftgekühlt – chłodzony powietrzem)[3]
- MG08/15 – wersja pochodna lekkiego karabinu maszynowego
- LMG08/15 – lotnicza wersja MG08/15 chłodzona powietrzem

## Opis konstrukcji
Ciężki karabin maszynowy MG08 był zespołową bronią samoczynną, działającą na zasadzie krótkiego odrzutu lufy. Ryglowanie układem kolankowo-dźwigniowym. Mechanizm spustowy umożliwiał tylko ogień ciągły. Zasilanie taśmowe (taśma ciągła, parciana). Przeładowanie obrotową rączką zamkową. MG08 posiada lufę niewymienną, chłodzoną wodą, zakończoną odrzutnikiem. Przyrządy celownicze składają się z muszki stałej i nastawnego celownika ramkowego. Podstawa saneczkowa.